# 熊ヶ谷
熊ヶ谷（くまがたに）は、日本相撲協会の年寄名跡のひとつ。初代・熊ヶ谷が四股名として名乗っていたもので、その由来は定かではない。
代々友綱一門、その合流先の立浪一門（のちの伊勢ヶ濱一門）の名跡で、他一門の親方が借株で襲名している間も正規の所有権は一門内に保持されていたが、16代・金親が解雇された後は、二所ノ関一門の玉飛鳥が17代を襲名して、同一門に所有権が移った。

## 熊ヶ谷の代々
- 代目の太字は、部屋持ち親方。

| 代目 | 引退時しこ名   | 最高位 | 現役時の所属部屋       | 襲名期間                              | 備考                              |
| ---- | -------------- | ------ | ---------------------- | ------------------------------------- | --------------------------------- |
| 初代 | 熊ケ谷弥三郎   | ---    | ---                    |                                       |                                   |
| 2代  | 飛鳥川要藏     | ---    | 熊ヶ谷部屋             |                                       |                                   |
| 3代  | 魚海川熊五郎   | ---    | 浦風部屋               |                                       |                                   |
| 4代  | 松尾山米蔵     | ---    | 玉垣部屋               |                                       |                                   |
| 5代  | 谷嵐市藏       | 前4    | 浦風部屋               | 1857年11月-1858年2月                  | 二枚鑑札 5代浦風に名跡変更        |
| 6代  | 階ヶ嶽龍右エ門 | 大関   | 二所ノ関-雷-音羽山部屋 | 1858年2月-1862年頃（廃業）            | 二枚鑑札                          |
| 7代  | 飛龍喜三太     | 前4    | 追手風-雷-追手風部屋   | 1862年11月-1887年10月（死去）         | 二枚鑑札                          |
| 8代  | 荒玉辰之助     | 下12   | 小野川-玉垣部屋        | 1890年1月-1921年1月（廃業）           |                                   |
| 9代  | 敷嶌猪之助     | 前4    | 友綱部屋               | 1921年1月-1957年1月（死去）           |                                   |
| 10代 | 三根山宝國     | 大関   | 高嶋部屋               | 1960年1月-1961年5月                   | 10代高島に名跡変更                |
| 11代 | 大天龍光則     | 前2    | 二所ノ関部屋           | 1962年1月-1964年3月                   | 借株 15代浜風に名跡変更           |
| 12代 | 芳野嶺元志     | 前8    | 高嶋-友綱部屋          | 1964年3月-1996年7月（停年(定年)退職） |                                   |
| 13代 | 薩洲洋康貴     | 前1    | 君ヶ濱-井筒部屋        | 1996年9月-1998年1月                   | 借株 12代立田山に名称変更         |
| 14代 | 旭里憲治       | 前14   | 大島部屋               | 1998年1月-2004年8月                   | 借株、のち取得 15代中川に名跡変更 |
| 15代 | 竹葉山真邦     | 前13   | 宮城野部屋             | 2004年8月-2010年12月                  | 12代宮城野に名跡変更              |
| 16代 | 金親和憲       | 十2    | 三保ヶ関-北の湖部屋    | 2010年12月-2015年10月（懲戒解雇）     |                                   |
| 17代 | 玉飛鳥大輔     | 前9    | 片男波部屋             | 2018年4月-                            | 2025年9月に18代大嶽に名跡変更予定 |